# Аянна Пресслі
Аянна Соїні Пресслі (англ. Ayanna Soyini Pressley; 3 лютого 1974) — американська політична діячка та представниця від 7-го конгресійного округу штату Массачусетс (з 2009). Член Демократичної партії США. Її округ, від якого раніше балотувався Джон Ф. Кеннеді та Тіп О'Ніл, охоплює північні три чверті Бостона, більшість Кембриджа, частини Мілтона, а також повністю Челсі, Еверетт, Рендолф і Сомервіль.
Пресслі перемогла десятистрокового конгресмена Майка Капуано на первинних виборах, а відтак не мала суперника на загальних виборах. Раніше (2010 року) Аянна Пресслі обиралась членом Міської ради Бостона за єдиним списком.
Аянна Пресслі є першою темношкірою жінкою, що обиралась до Конгресу США від штату Массачусетс.